# 9 juni
9 juni is de 160ste dag van het jaar (161ste dag in een schrikkeljaar) in de gregoriaanse kalender. Hierna volgen nog 205 dagen tot het einde van het jaar.

## Gebeurtenissen
- Algemeen
  - 2016 - De in Somalië gelegerde Afrikaanse Unie (AMISOM) claimt dat zijn troepen een aanval van Al-Shabaab hebben afgewend. Bij vuurgevechten zouden 110 leden van de terreurgroep zijn gedood.
  - 2023 - De Zweedse klimaatactiviste Greta Thunberg houdt voor de 251e en laatste keer een schoolstaking voor het klimaat. Ze heeft haar middelbareschooldiploma gehaald waardoor ze niet meer hoeft te spijbelen. Thunberg zegt wel voor het klimaat te zullen blijven protesteren op vrijdag.[1][2]
- Criminaliteit en veiligheid
  - 1995 - Politie en leger in Colombia arresteren Gilberto Rodríguez. Samen met zijn broer Miguel vormde hij de leiding van het Kartel van Cali, dat verantwoordelijk wordt gehouden voor 80 procent van de cocaïne die jaarlijks op de Amerikaanse en Europese markt wordt gebracht.
- Media
  - 1919 - De Israëlische krant Haaretz verschijnt als Hebreeuws dagblad in Tel Aviv, alwaar het hoofdkantoor nog steeds is gevestigd.
  - 1934 - Donald Duck maakt zijn debuut in de tekenfilm The Wise Little Hen.
  - 2023 - Omroep MAX maakt bekend dat oud-schaatsster Barbara de Loor de nieuwe presentatrice van Nederland in Beweging! wordt in het nieuwe seizoen dat 4 september van start gaat.[3]
- Muziek
  - 1970 - Bob Dylan ontvangt een eredoctoraat in de Muziek aan de Princeton University.
  - 2016 - De Franse dj David Guetta opent onder de Eiffeltoren het Europees Kampioenschap voetbal met een show. Samen met de Zweedse zangeres Zara Larsson brengt hij het thema This One’s For You.[4]
  - 2022 - De Britse popster Elton John treedt in het GelreDome in Arnhem voor de laatste keer in Nederland op. Hij is bezig met zijn afscheidstournee Farewell Yellow Brick Road.[5]
- Oorlog
  - 721 - Slag bij Toulouse: Hertog Eudes van Aquitanië ontzet de belegerde stad Toulouse omsingeld door de Omajjaden.
  - 1938 - Overstroming van de Gele Rivier: De Chinese nationalistische regering doorbreekt tijdens de Tweede Chinees-Japanse Oorlog moedwillig dijken van de Gele Rivier, in een poging de snelle opmars van Japanse troepen te stoppen.
  - 1940 - Operatie Weserübung: Noorwegen capituleert na twee maanden oorlog met Duitsland.
  - 1995 - De Kroatische president Franjo Tudjman waarschuwt de opstandige Serviërs in de Krajina dat zij "hetzelfde lot zullen ondergaan als de extremisten in West-Slavonië" als zij niet bereid zijn tot een vredesakkoord.
  - 2023 - Oekraïne start een tegenoffensief tegen de Russische invasie op drie fronten: Bachmoet, ten westen van Voehledar en ten zuiden van Velyka Novosilka.[6]
- Politiek
  - 1660 - Huwelijk van koning Lodewijk XIV van Frankrijk en infante Maria Theresia van Spanje in Saint-Jean-de-Luz.
  - 1756 - De vijftien koningen, keizers en regenten van Timor, Roti, Solor en Soemba tekenen een verdrag waardoor het Nederlandse gouvernement de soevereiniteit verkrijgt.
  - 1946 - Koning Rama VIII van Thailand wordt doodgeschoten gevonden in zijn slaapkamer. Hij wordt opgevolgd door zijn broer Bhumibol als koning Rama IX.
  - 1961 - In Turkije wordt een nieuwe grondwet van kracht met een tweekamerstelsel, die de militaire regering heeft aangenomen.
  - 1991 - In de Togolese hoofdstad Lomé wordt op grote schaal feestgevierd nadat soldaten een levensgroot standbeeld van de omstreden president Étienne Eyadéma hebben verwijderd.
  - 1991 - President César Gaviria van Colombia werkt mee aan de ontbinding van het parlement en schrijft vervroegde verkiezingen uit, waardoor op 4 juli een nieuwe grondwet kan worden aangenomen om een einde te maken aan het machtsmonopolie van de twee traditionele partijen, de liberalen en conservatieven.
  - 2010 - Tweede Kamerverkiezingen in Nederland.
- Recreatie
  - 2009 - In het Walt Disney Studios Park worden de attracties Cars Quatre Roues Rallye en Crush's Coaster geopend.
  - 2011 - In Phantasialand wordt de attractie Maus au Chocolat geopend.
- Sport
  - 1988 - In Bratislava verbetert atleet Achmed de Kom zijn eigen Nederlands record op de 100 meter (10,33 seconden) met een tijd van 10,25 seconden.
  - 2003 - De hockeydames van Hockeyclub 's-Hertogenbosch veroveren op eigen veld andermaal de Europacup I, ditmaal ten koste van het Engelse Olton & West Warwickshire: 7-2.
  - 2006 - In de openingswedstrijd van het WK voetbal wint gastland Duitsland in München met 4-2 van Costa Rica.
  - 2007 - Justine Henin wint voor de vierde keer Roland Garros.
  - 2012 - Maria Sjarapova wint het grandslamtoernooi van Roland Garros en haalt haar "career slam" (alle vier de grandslamtoernooien winnen in je carrière). Sjarapova is in de finale met 6-3 6-2 te sterk voor de Italiaanse Sara Errani. Het is de vierde grandslamzege van Sjarapova.
  - 2012 - Sunette Viljoen uit Zuid-Afrika scherpt in New York het Afrikaans record speerwerpen voor vrouwen aan tot 69,35 meter.
  - 2013 - De Spanjaard Rafael Nadal wint het herenenkelspel op Roland Garros. Hij verslaat in de finale zijn landgenoot David Ferrer.
  - 2018 - De Roemeense Simona Halep wint voor de eerste keer Roland Garros. Ze versloeg in de finale Sloane Stephens met drie sets (3-6/6-4/6-1).
  - 2024 - Carlos Alcaraz wint Roland Garros voor de eerste keer. De jonge Spanjaard versloeg in een vijfsetter de Duitser Zverev.
- Wetenschap en technologie
  - 1822 - Octrooi wordt toegekend aan Charles Graham voor het kunstgebit.
  - 2008 - De IBM Roadrunner is nu 's werelds snelste computer, en de eerste petaflop-computer. De Roadrunner is twee keer sneller dan de Blue Gene.
  - 2023 - Ruimtewandeling van de NASA-astronauten Steve Bowen en Woody Hoburg met als doel het installeren van een zonnepaneel aan het ISS.[7]

## Geboren

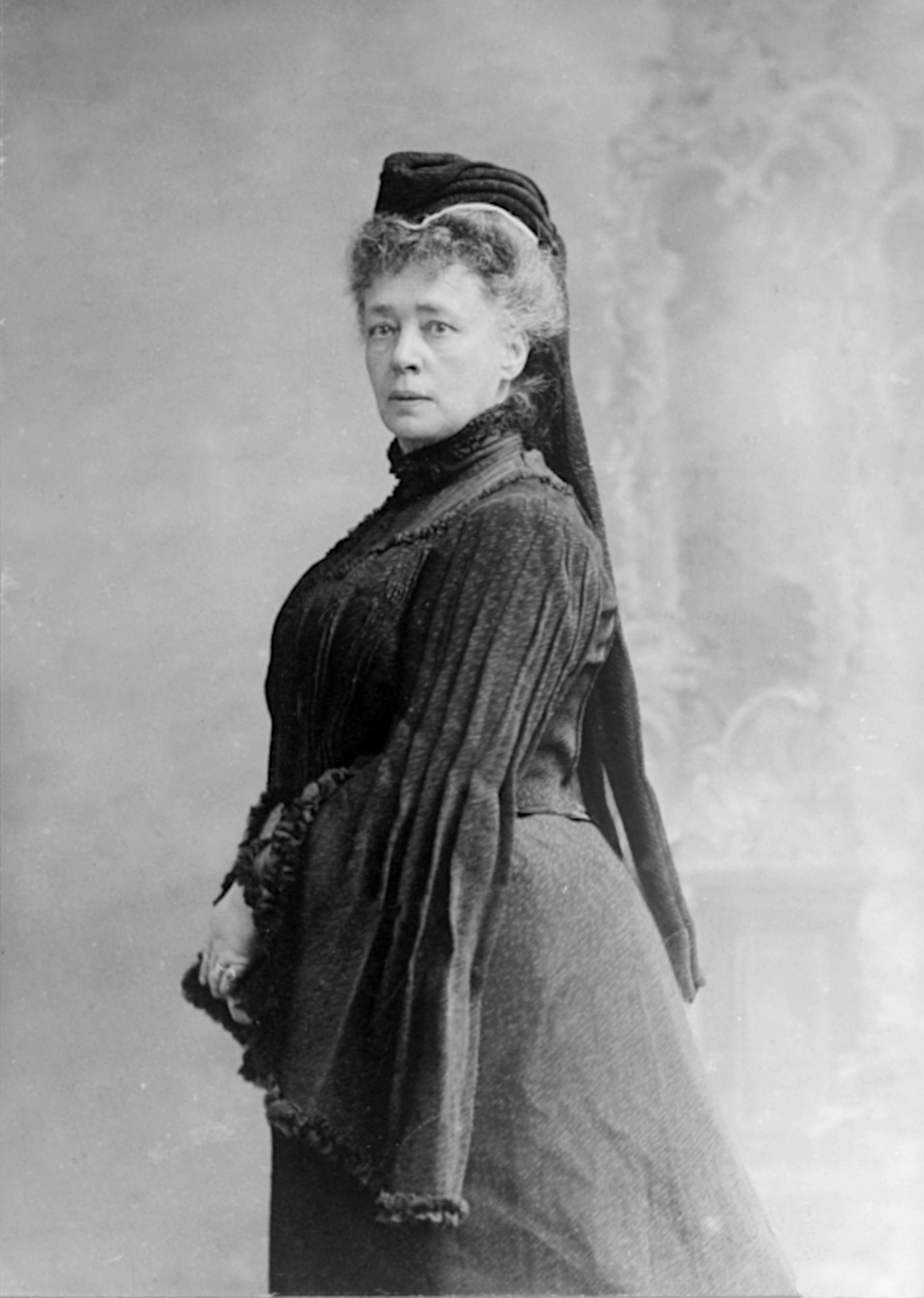
Bertha von Suttner
geboren in 1843

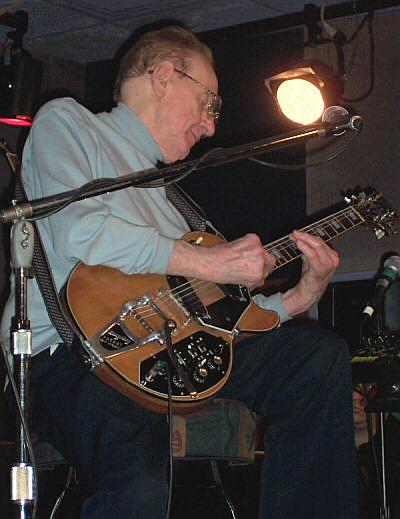
Les Paul
geboren in 1915

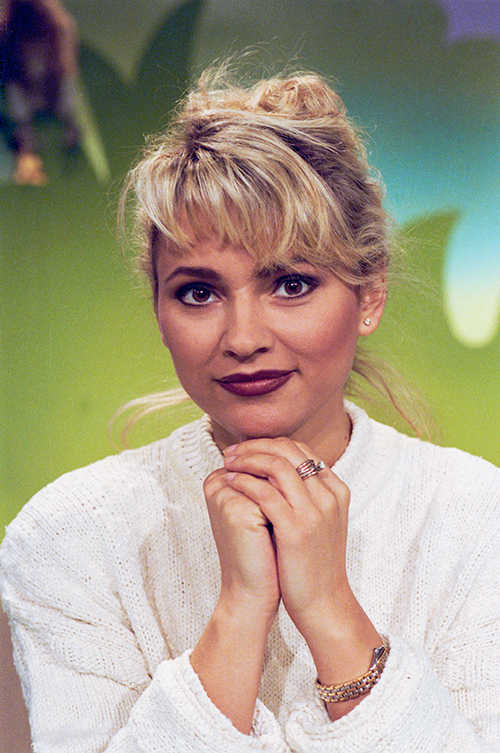
Tatjana Šimić
geboren in 1963

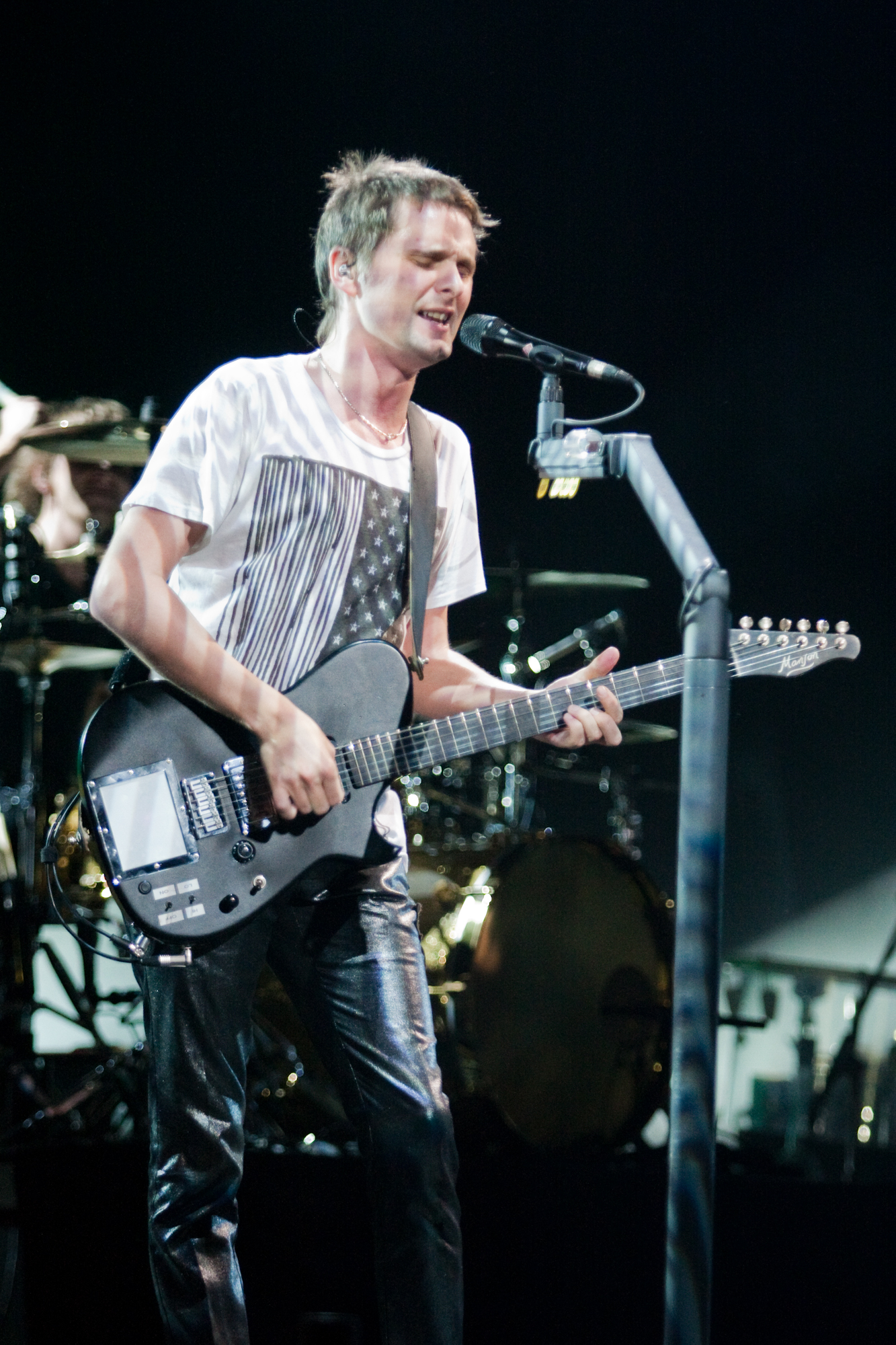
Matthew Bellamy
geboren in 1978

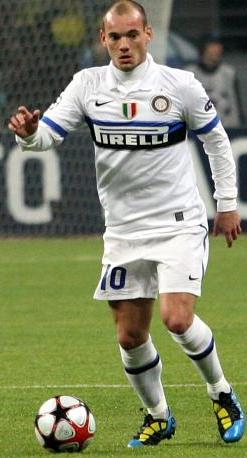
Wesley Sneijder
geboren in 1984

- 1590 - Caspar Sibelius, Nederlands predikant en theoloog (overleden 1658)
- 1597 - Pieter Saenredam, Nederlands kunstschilder (overleden 1665)
- 1640 - Leopold I, keizer van het Heilige Roomse Rijk (overleden 1705)
- 1661 - Fjodor III, Russisch tsaar (overleden 1682)
- 1672 - Peter de Grote, Russisch tsaar (overleden 1725)
- 1775 - Georg Friedrich Grotefend, Duits taalgeleerde (overleden 1853)
- 1781 - George Stephenson, Brits uitvinder (overleden 1848)
- 1792 - Frédéric de Merode, Belgisch oorlogsvrijwilliger (overleden 1830)
- 1806 - Lodewijk III van Hessen-Darmstadt, groothertog van Hessen (overleden 1877)
- 1810 - Otto Nicolai, Duits componist (overleden 1849)
- 1812 - Johann Gottfried Galle, Duits astronoom (overleden 1910)
- 1843 - Bertha von Suttner, Oostenrijks pacifiste (overleden 1914)
- 1851 - Charles Joseph Bonaparte, Amerikaans politicus en oprichter van de FBI (overleden 1921)
- 1861 - Floris Verster, Nederlands kunstschilder (overleden 1927)
- 1867 - Pelagia Mendoza, Filipijns beeldhouwster (overleden 1939)
- 1871 - Charles Rodolph Weytingh, Nederlands bestuurder in Suriname (overleden 1956)
- 1879 - Oskar Back, Hongaars-Nederlands violist en muziekpedagoog (overleden 1963)
- 1882 - Bobby Kerr, Canadees atleet (overleden 1963)
- 1884 - Clinge Doorenbos, Nederlands zanger en cabaretier, journalist, kinderboeken-, liedjes- en stripschrijver (overleden 1978)
- 1890 - Heinz Hellmich, Duits generaal (overleden 1944)
- 1891 - Cole Porter, Amerikaans componist en tekstschrijver (overleden 1964)
- 1894 - Nedo Nadi, Italiaans schermer (overleden 1940)
- 1895 - Kurt Zeitzler, Duits generaal (overleden 1963)
- 1897 - A.H. Nijhoff, Nederlands schrijfster (overleden 1971)
- 1897 - Kees Pijl, Nederlands voetballer (overleden 1976)
- 1898 - Luigi Fagioli, Italiaans autocoureur (overleden 1952)
- 1898 - Curzio Malaparte, Italiaans schrijver (overleden 1957)
- 1898 - Hans Tetzner, Nederlands voetballer en medicus (overleden 1987)
- 1902 - Skip James, Amerikaans bluesmuzikant (overleden 1969)
- 1903 - Felice Bonetto, Italiaans autocoureur (overleden 1953)
- 1903 - Harmanus Hondius, Nederlands ingenieur en politicus (overleden 1996)
- 1904 - Laurent Merchiers, Belgisch politicus, jurist en hoogleraar (overleden 1986)
- 1906 - Huguette Clark, Amerikaans multimiljonair en kunstschilderes (overleden 2011)
- 1913 - Theo Van den Bosch, Belgisch acteur en komiek (overleden 1995)
- 1915 - Les Paul, Amerikaans gitarist (overleden 2009)
- 1916 - Jurij Brězan, Duits schrijver (overleden 2006)
- 1916 - Robert McNamara, Amerikaans politicus (overleden 2009)
- 1917 - Eric Hobsbawm, Brits historicus en auteur (overleden 2012)
- 1917 - Gerard van Leur, Nederlands voetballer (overleden 1979)
- 1922 - Hein Eersel, Surinaams taalkundige en politicus (overleden 2022)
- 1922 - Jef Ulburghs, Belgisch priester en politicus (overleden 2010)
- 1924 - Peter Heatly, Schots schoonspringer (overleden 2015)
- 1925 - Antenor Lucas (Brandãozinho), Braziliaans voetballer (overleden 2000)
- 1927 - Franco Donatoni, Italiaans componist (overleden 2000)
- 1927 - Waltraut Haas, Oostenrijks actrice en zangeres (overleden 2025)
- 1930 - Barbara, Frans chansonnière (overleden 1997)
- 1930 - Jordi Pujol i Soley, Catalaans politicus
- 1930 - Ragnhild van Noorwegen, Noors prinses (overleden 2012)
- 1931 - Françoise Arnoul, Frans actrice (overleden 2021)
- 1931 - Nandini Satpathy, Indiaas politica en schrijfster (overleden 2006)
- 1934 - Willy Roggeman, Belgisch schrijver (overleden 2023)
- 1938 - Tengiz Kitovani, Georgisch politicus en militair leider (overleden 2023)
- 1938 - Hero Muller, Nederlands acteur (overleden 2021)
- 1939 - David Hobbs, Amerikaans autocoureur
- 1939 - Freddy Kruisland, Surinaams (mensenrechten)jurist (overleden 2012)
- 1939 - Charles Webb, Amerikaans schrijver (overleden 2020)
- 1940 - Peter Mangelmans, Nederlands burgemeester (overleden 2015)
- 1941 - Theo Verlangen, Nederlands voetbaltrainer
- 1942 - Joost Prinsen, Nederlands acteur
- 1942 - Mona Sulaiman, Filipijns atlete (overleden 2017)
- 1943 - John Fitzpatrick, Brits autocoureur
- 1945 - Mick Goodrick, Amerikaans jazzgitarist (overleden 2022)
- 1945 - Luis Ocaña, Spaans wielrenner (overleden 1994)
- 1945 - István Párkányi, Hongaars violist (overleden 2023)
- 1946 - Jan van Paradijs, Nederlands astrofysicus (overleden 1999)
- 1947 - Francine Van Assche, Belgisch atlete
- 1948 - Ad Bos, Nederlands bouwondernemer en klokkenluider
- 1948 - André Juillard, Frans striptekenaar (overleden 2024)
- 1949 - Herbert Flack, Belgisch acteur
- 1949 - Francis Monkman, Brits toetsenist (overleden 2023)
- 1950 - Trevor Bolder, Brits bassist (overleden 2013)
- 1951 - Benny Neyman, Nederlands zanger (overleden 2008)
- 1952 - Beth Bonner, Amerikaans atlete (overleden 1998)
- 1952 - Joaquim Santos, Portugees rallyrijder (overleden 2024)
- 1954 - George Pérez, Amerikaans striptekenaar en schrijver (overleden 2022)
- 1957 - Johan Demol, Belgisch politicus
- 1958 - Esmé Lammers, Nederlands filmregisseuse
- 1959 - Elly van Hulst, Nederlands atlete
- 1959 - Maria Persson, Zweeds kindactrice (Pippi Langkous)
- 1960 - Renate Westerlaken-Loos, Nederlands politica
- 1961 - Lisa del Bo, Belgische zangeres
- 1961 - Michael J. Fox, Canadees-Amerikaans acteur
- 1961 - Stefaan Vercamer, Belgisch politicus
- 1963 - Véronique Collard, Belgisch atlete
- 1963 - Johnny Depp, Amerikaans acteur
- 1963 - Tatjana Šimić, Kroatisch-Nederlands fotomodel en actrice
- 1964 - Bart Moeyaert, Belgisch jeugdboekenschrijver
- 1965 - Giuseppe Cipriani, Italiaans autocoureur
- 1965 - Henri Kiens, Nederlands triatleet
- 1965 - Mark Koks, Nederlands atleet, du- en triatleet
- 1966 - Jan Vayne, Nederlands pianist
- 1967 - Petri Jakonen, Fins voetballer
- 1969 - Dione de Graaff, Nederlands televisiepresentatrice
- 1969 - Dagmar Liekens, Belgisch presentatrice, actrice en fotomodel
- 1971 - Gilles De Bilde, Belgisch voetballer
- 1971 - Piet van Nieuwenhuyzen, Nederlands zeiler
- 1971 - Romano Sion, Nederlands voetballer
- 1973 - Olivier Doll, Belgisch voetballer
- 1974 - Alexander Aeschbach, Zwitsers wielrenner
- 1975 - Xander Michiel Beute, Nederlands schrijver
- 1976 - Dave Peters, Belgisch radiopresentator
- 1977 - Sohail Abbas, Pakistaans hockeyer
- 1978 - Matthew Bellamy, Brits zanger, gitarist en toetsenist
- 1978 - Barbara van Bergen, Nederlands paralympisch sportster
- 1978 - Michaela Conlin, Amerikaans actrice
- 1978 - Miroslav Klose, Duits voetballer
- 1979 - Émilie Loit, Frans tennisster
- 1979 - Vanya Wellens, Belgisch actrice
- 1980 - Anthony Geslin, Frans wielrenner
- 1980 - Marcos González, Chileens voetballer
- 1980 - Marcin Wasilewski, Pools voetballer
- 1981 - Daniel Larsson, Zweeds darter
- 1981 - Nabil Madi, Algerijns atleet
- 1981 - Natalie Portman, Israëlisch-Amerikaans actrice
- 1981 - Anoushka Shankar, Indiase sitarspeler en componist
- 1981 - Bastiaan Tamminga, Nederlands zwemmer
- 1982 - Diego Gallego, Spaans wielrenner
- 1982 - Andrew Walker, Canadees acteur
- 1983 - Firas Al-Khatib, Syrisch voetballer
- 1984 - Christina Beier, Duits kunstschaatsster
- 1984 - Ondřej Moravec, Tsjechisch biatleet
- 1984 - Nick Nielsen, Nederlands presentator
- 1984 - Alex Rasmussen, Deens wielrenner
- 1984 - Wesley Sneijder, Nederlands voetballer
- 1985 - Johannes Fröhlinger, Duits wielrenner
- 1985 - Gordon Touw Ngie Tjouw, Surinaams zwemmer
- 1987 - Jerrel Feller, Nederlands atleet
- 1988 - Vincent Banić, Belgisch acteur en model
- 1988 - Sara Isakovič, Sloveens zwemster
- 1988 - Sokratis Papastathopoulos, Grieks voetballer
- 1989 - Chloë Agnew, Iers zangeres
- 1989 - Julie Bresset, Frans moutainbikester
- 1989 - Matthew Lowton, Engels voetballer
- 1989 - William Satch, Brits roeier
- 1990 - Matthias Mayer, Oostenrijks alpineskiër
- 1991 - Maciej Kot, Pools schansspringer
- 1992 - Yannick Agnel, Frans zwemmer
- 1992 - Twan van Gendt, Nederlands fietscrosser
- 1992 - Fantu Magiso, Ethiopisch atlete
- 1994 - Viktor Fischer, Deens voetballer
- 1994 - Alexander Schmid, Duits alpineskiër
- 1997 - Katie McLaughlin, Amerikaans zwemster
- 1997 - Sandy Wisniewska, Nederlands filmregisseuse
- 1997 - Mahdi Yovari, Afghaans schutter
- 1998 - Héctor Garzó, Spaans motorcoureur
- 1998 - Florien Reesink, Nederlands volleybalster
- 2001 - Julia Borgström, Zweeds wielrenster
- 2002 - Thomas Neill, Australisch zwemmer
- 2004 - Sandro Holzem, Duits autocoureur
- 2005 - Senna Agius, Australisch motorcoureur

## Overleden
- 68 - Nero (30), Romeins keizer

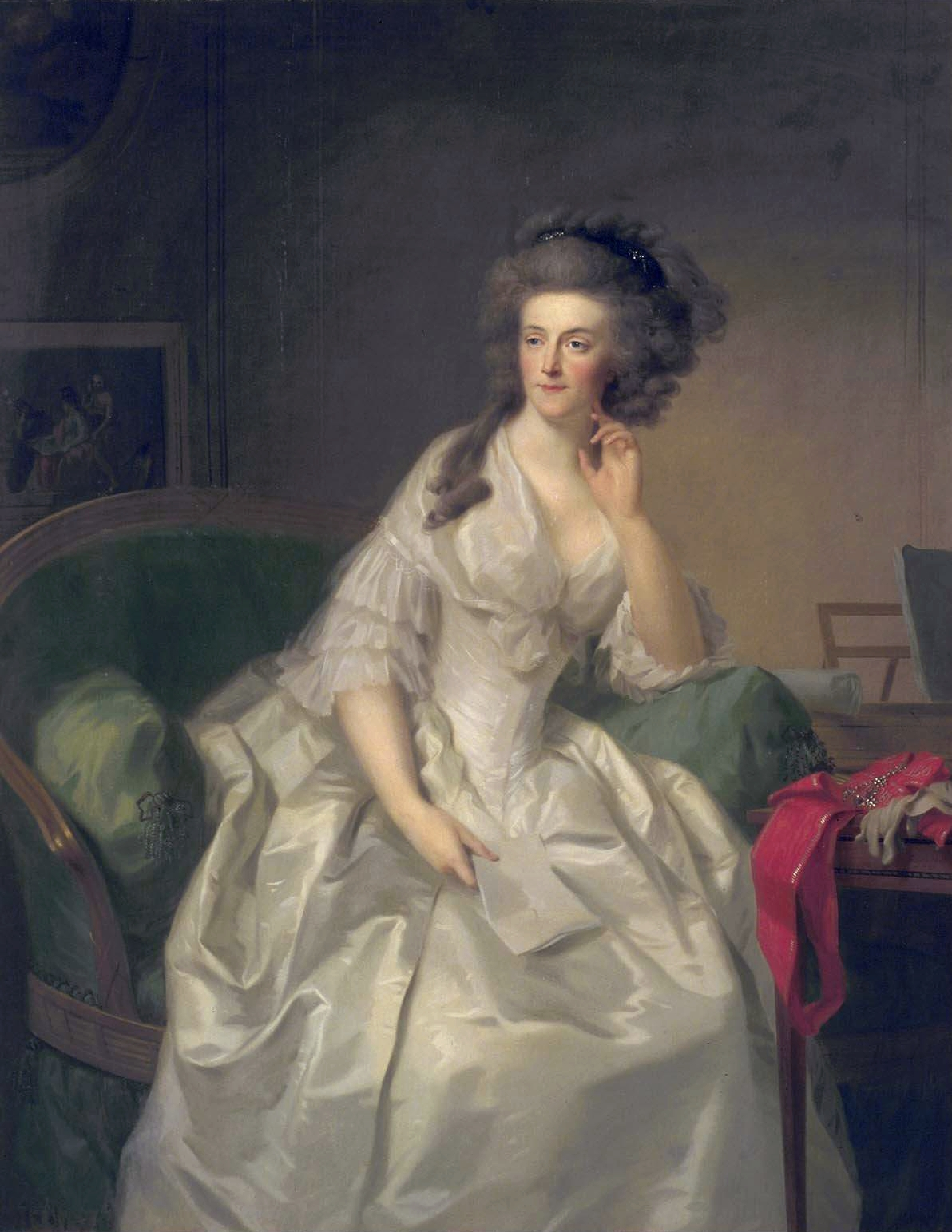
Wilhelmina van Pruisen
overleden in 1820

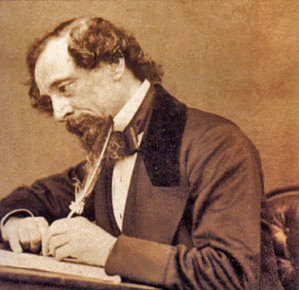
Charles Dickens
overleden in 1870

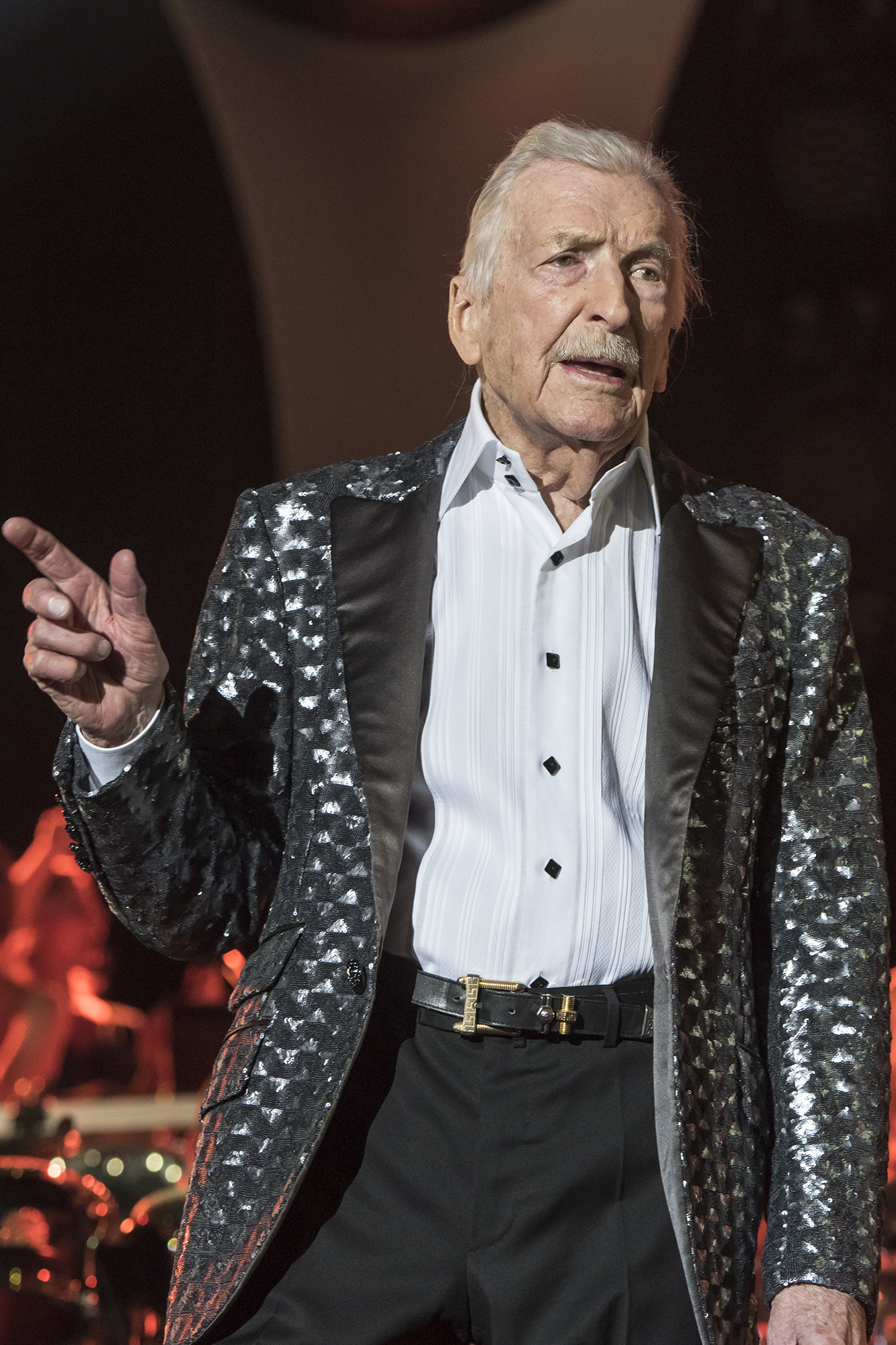
James Last
overleden in 2015

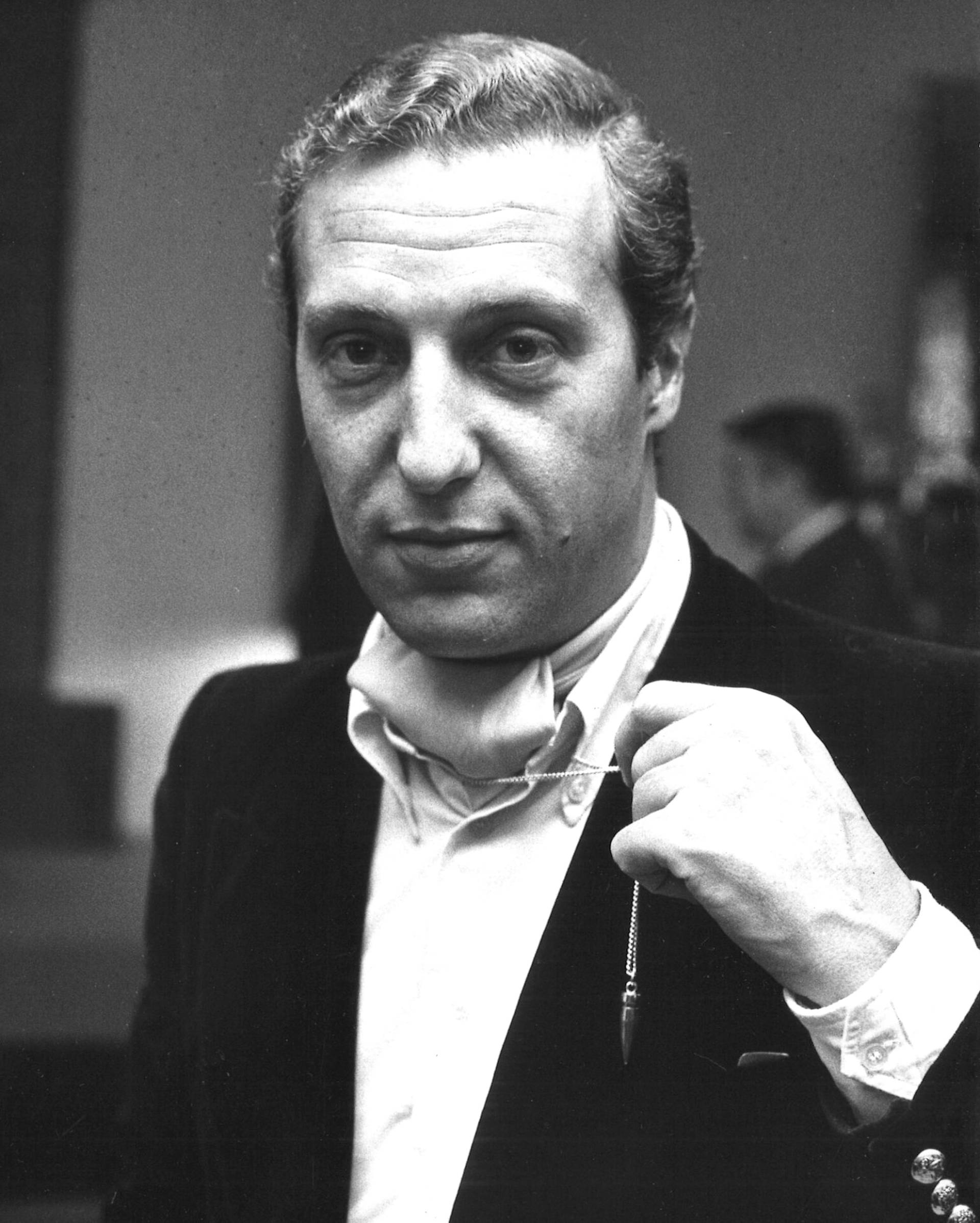
Frederick Forsyth
overleden in 2025

- 373 - Efrem de Syriër (67), Syrisch dichter en kerkleraar
- 439 - Atlatl Cauac (65), Maya heerser van Teotihuacan
- 597 - Columba van Iona (75), Iers abt en missionaris
- 1681 - William Lilly (79), Engels astroloog
- 1820 - Wilhelmina van Pruisen (68), weduwe van stadhouder Willem V
- 1825 - Pauline Bonaparte (44), Hertogin van Parma en Guastalla
- 1841 - Johannes Immerzeel (64), Nederlands schrijver, dichter en uitgever
- 1870 - Charles Dickens (58), Brits schrijver
- 1927 - Victoria Woodhull (88), Amerikaans activiste en politica
- 1932 - Edith Cowan, Australische activiste en eerste vrouwelijke parlementslid
- 1933 - Fernand Allard l'Olivier (49), Belgisch kunstschilder
- 1933 - Piet Staut (57), Belgisch kunstschilder en fotograaf
- 1946 - Rama VIII of Ananda Mahidol (20), koning van Thailand
- 1957 - Theodorus van Roosmalen (81), apostolisch vicaris van Suriname
- 1961 - Toni Ebel (80), Duitse transvrouw en kunstenares
- 1965 - Beppie de Vries (72), Nederlands operazangeres en actrice
- 1973 - Erich von Manstein (85), Duits veldmaarschalk
- 1974 - Miguel Ángel Asturias (74), Guatemalteeks schrijver
- 1976 - F.C. Dominicus (91), Nederlands taalkundige
- 1976 - Paul Rodenko (55), Nederlands schrijver en dichter
- 1977 - Hans Andreus (51), Nederlands schrijver
- 1977 - Germano Boettcher Sobrinho (66), Braziliaans voetbaldoelman
- 1979 - Jaak De Voght (67), Belgisch acteur en cabaretier
- 1980 - Leonhard Huizinga (73), Nederlands kinderboekenschrijver
- 1985 - Huub Jansen (56), Nederlands geschiedkundige
- 1989 - Piet Lieftinck (86), Nederlands politicus
- 1991 - Claudio Arrau (88), Chileens pianist
- 1994 - Jan Tinbergen (91), Nederlands econoom en Nobelprijswinnaar
- 1996 - Paul Captijn (51), Nederlands politicus
- 1996 - Bert Schierbeek (77), Nederlands schrijver
- 1998 - Agostino Casaroli (83), Italiaans kardinaal-staatssecretaris
- 2002 - Hans Janmaat (67), Nederlands politicus
- 2005 - Gerd Kelbling (89), Duits militair
- 2005 - Papa Touwtjie (36), Surinaams reggaezanger
- 2006 - Drafi Deutscher (60), Duits zanger, componist en muziekproducent
- 2006 - Enzo Siciliano (72), Italiaans schrijver, scriptschrijver, literair criticus
- 2008 - Karen Asrian (28), Armeens schaker
- 2008 - Leo van Heijningen (89), Nederlands advocaat
- 2008 - Nan Hoover (77), Amerikaans-Nederlands kunstenares
- 2008 - Ousmane Sembène (84), Senegalees schrijver en filmmaker
- 2008 - Algis Budrys (77), Litouws-Amerikaans schrijver
- 2009 - Karl-Michael Vogler (80), Duits filmacteur
- 2010 - Mohammed Sylla (39), Guinees voetballer
- 2010 - Marina Semjonova (101), Russisch balletdanseres
- 2011 - Maqbool Fida Husain (95), Indiaas kunstenaar
- 2011 - Josip Katalinski (63), Bosnisch voetballer
- 2011 - Toon Van Overstraeten (85), Belgisch politicus
- 2012 - Régis Clère (55), Frans wielrenner
- 2013 - Iain Banks (59), Schots schrijver
- 2013 - Bruno Bartoletti (86), Italiaans dirigent
- 2013 - Peter Koene (65), Nederlands folkmuzikant
- 2014 - Bernard Agré (88), Ivoriaans kardinaal
- 2014 - Alain Desaever (61), Belgisch wielrenner
- 2014 - Rik Mayall (56), Brits komiek en acteur
- 2015 - James Last (86), Duits orkestleider
- 2015 - Fred Anton Maier (76), Noors langebaanschaatser
- 2016 - Madeleen Leyten-de Wijkerslooth de Weerdesteyn (80), Nederlands politica
- 2016 - Robert Yeazel (69), Amerikaans gitarist (Sugarloaf)
- 2017 - Richard Heß (80), Duits beeldhouwer
- 2017 - Andimba Toivo ya Toivo (92), Namibisch politicus en mensenrechtenactivist
- 2017 - Adam West (88), Amerikaans acteur
- 2018 - Reinhard Hardegen (105), Duits U-bootcommandant
- 2019 - Wim Betz (76), Belgisch arts en hoogleraar
- 2019 - Maryon Kantaroff (85), Canadees beeldhouwster
- 2020 - Hein Wellens (84), Nederlands cardioloog en hoogleraar
- 2021 - Gottfried Böhm (101), Duits architect
- 2021 - Edward de Bono (88), Maltees psycholoog, arts en managementauteur
- 2021 - Floor van Leeuwen (84), Nederlands schaatscoach
- 2022 - Julee Cruise (65), Amerikaans actrice en zangeres
- 2023 - George Isaac (85), Egyptisch politicus en activist
- 2023 - Alain Touraine (97), Frans socioloog
- 2025 - Frederick Forsyth (86), Brits schrijver en journalist
- 2025 - Sly Stone (82), Amerikaans muzikant en muziekproducent

## Viering/herdenking

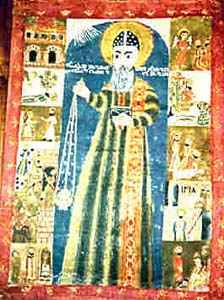
Efrem de Syriër

- In het Romeinse Rijk vierde men de Vestalia, een feest ter ere van de godin Vesta
- Åland: Autonomie Dag (1922)
- La Rioja & Murcia: Verjaardag van de autonomiestatuut (Estatuto de autonomía)
- Rooms-katholieke kalender:
  - Heilige Efrem (de Syriër) († 373) - Vrije Gedachtenis
  - Heiligen Primus en Felicianus van Rome († ca. 305)
  - Heilige Columba van Iona († 597)
  - Heilige Jozef van Anchieta († 1597)
  - Zalige Annamaria Taigi († 1837)
  - Zalige Diana van Andalò († 1236)

## Weerextremen

### Nederland
| | Officiële records | Officiële records | Officiële records |      | Landelijke records | Landelijke records | Landelijke records          |
| Gebeurtenis | Jaar              | Extreem           | Locatie           | Jaar | Extreem            | Locatie            |                             |
| --- | ----------------- | ----------------- | ----------------- | ---- | ------------------ | ------------------ | --------------------------- |
| Laagste etmaalgemiddelde temperatuur (°C) | 1914              | 9,6               | De Bilt           |      | 1955               | 8,5                | Eelde                       |
| Hoogste etmaalgemiddelde temperatuur (°C) | 1976              | 23,6              | De Bilt           |      | 1976               | 24,4               | Eindhoven                   |
| Laagste minimumtemperatuur (°C) | 1932              | 2,3               | De Bilt           |      | 2001               | 0,9                | Twenthe                     |
| Hoogste minimumtemperatuur (°C) | 1970              | 17,3              | De Bilt           |      | 1993               | 18,3               | Rotterdam Geulhaven         |
| Laagste maximumtemperatuur (°C) | 1995              | 11,7              | De Bilt           |      | 1955               | 10,1               | Eelde                       |
| Hoogste maximumtemperatuur (°C) | 1976              | 31,0              | De Bilt           |      | 1976               | 31,6               | Eindhoven                   |
| Hoogste uurgemiddelde windsnelheid (m/s) | 1904              | 11,3              | De Bilt           |      | 2012               | 18,0               | IJmuiden                    |
| Hoogste windstoot (m/s) | 1954              | 19,5              | De Bilt           |      | 1998, 2012 2014    | 23,0 23,0          | Vlieland Tholen             |
| Langste zonneschijnduur (uur) | 1969              | 15,3              | De Bilt           |      | 2000 2022          | 15,5 15,5          | Lelystad Berkhout, Stavoren |
| Langste neerslagduur (uur) | 1995              | 13,8              | De Bilt           |      | 1995               | 20,6               | Vlissingen                  |
| Hoogste etmaalsom van de neerslag (mm) | 2017              | 21,2              | De Bilt           |      | 2010               | 41,8               | Berkhout                    |
| Laagste etmaalgemiddelde relatieve vochtigheid (%) | 1925              | 49                | De Bilt           |      | 1934               | 42                 | Maastricht                  |
| Laagste uurwaarde luchtdruk op zeeniveau (hPa) | 1928              | 998,3             | De Bilt           |      | 1928               | 996,7              | De Kooy                     |
| Hoogste uurwaarde luchtdruk op zeeniveau (hPa) | 2005              | 1034,8            | De Bilt           |      | 2005               | 1035,0             | Valkenburg ZH               |
| Officiële records worden altijd gemeten op het KNMI-weerstation in De Bilt. Landelijke records kunnen worden gemeten op elk officieel KNMI-weerstation in Nederland. |                   |                   |                   |      |                    |                    |                             |

Uitzonderlijke gebeurtenissen
- 1922 - Laatste officiële zomerse dag van het jaar (maximumtemperatuur ≥ 25 °C in De Bilt)
- 1970 - Officieel hoogste minimumtemperatuur in °C van het jaar gemeten in De Bilt: 17,3
- 1995 - Landelijk maandrecord langste neerslagduur in uren van juni gemeten in Vlissingen: 20,6
- 2023 - Eerste officiële zomerse dag van het jaar (maximumtemperatuur ≥ 25 °C in De Bilt)
- 2023 - Eerste landelijke tropische dag van het jaar gemeten in Arcen, Eindhoven, Gilze-Rijen en Woensdrecht (maximumtemperatuur ≥ 30 °C op een officieel weerstation)

### België
Dagrecords
- 1881 - Laagste etmaalgemiddelde temperatuur 8,3 °C
- 1976 - Hoogste etmaalgemiddelde temperatuur 24,5 °C
- 1881 - Laagste minimumtemperatuur 5,1 °C
- 1858 en 1976 - Hoogste maximumtemperatuur 30 °C
- 1922 - Hoogste etmaalsom van de neerslag 40,7 mm

Uitzonderlijke gebeurtenissen
- 1973 - 80 mm neerslag in Haacht.
- 1977 - Onweders veroorzaken veel schade in het hele land.
- 2014 - Tijdens onweersbuien vallen er hagelstenen met een diameter tot 7 cm in Sleidinge (Evergem).

<< · 1 · 2 · 3 · 4 · 5 · 6 · 7 · 8 · 9 · 10 · 11 · 12 · 13 · 14 · 15 · 16 · 17 · 18 · 19 · 20 · 21 · 22 · 23 · 24 · 25 · 26 · 27 · 28 · 29 · 30 · >>